# Domenico Monegario
Domenico Monegario o Monetario (Malamocco, ... – VIII secolo) fu, secondo la tradizione, il 6º doge del Ducato di Venezia.

## Biografia
Le scarse notizie attorno al suo conto derivano esclusivamente da Giovanni Diacono (peraltro vissuto tre secoli dopo) al quale si sono rifatte anche le cronache successive.
Originario di Malamocco, che da poco aveva sostituito Eracliana come capitale del Ducato, il suo cognome potrebbe indicare un antenato monaco (monegarius) oppure coniatore di monete (monetarius).
Il suo governo si inserisce in un periodo di profonda instabilità politica dovuta ai violenti scontri all'interno della nobiltà: negli anni precedenti si erano avvicendati Orso, ucciso nel 764, i magistri militum nominati dall'esarcato di Ravenna, Diodato, assassinato nel 755, l'usurpatore Galla. Gli storici attuali preferiscono non dare troppo credito alle cronache, che spiegavano le violenze con la contrapposizione tra un partito filo-longobardo e uno filo-bizantino, ovvero tra una fazione di proprietari terrieri, con base a Eracliana, e una di mercanti, radicata a Malamocco.
È probabile che la questione fosse decisamente più complessa: si noti infatti che questa è la fase di transizione tra la decadente amministrazione bizantina, rappresentata dai tribuni, e l'autorità del doge, sempre più accentratrice e indipendente. Tuttavia la figura ducale non era ancora abbastanza forte; si arrivò così al compromesso e il Monegario fu affiancato da due tribuni eletti annualmente.
Sul fronte estero, il Ducato partecipava al clima di incertezza dovuto all'indebolimento dell'autorità bizantina in Italia, dalla quale, almeno formalmente, continuava a dipendere. In questo periodo le vittorie di Pipino il Breve e la morte di Astolfo re dei Longobardi accrebbero la minaccia dei Franchi e il rafforzamento del Papato.
In ogni caso, anche il governo del Monegario finì tragicamente: nel 764 venne deposto e abbacinato. Restano sconosciuti luogo e data di morte.
L'elezione di Maurizio Galbaio come suo successore inaugurò finalmente un periodo di stabilità che vide il rafforzamento del potere dogale.